# انسی ساویریس
انسی ساویریس (به عربی: أنسي ساويريس) (زاده ۱۴ اوت ۱۹۳۰) کارآفرین، سرمایه‌دار و مدیر ارشد اجرایی مصری است، که در سال ۱۹۵۰ شرکت اوراسکام را تأسیس نمود. وی در حال حاضر به عنوان رییس هیئت مدیره اوراسکام فعالیت می‌کند.
ساویریس در سال ۲۰۰۸ با دارایی خالص ۹٫۱ میلیارد دلار، از سوی مجله فوربز به‌عنوان ثروتمندترین فرد مصر شناخته شد، همچنین در رتبه ۹۶ از فهرست ثروتمندترین افراد جهان قرار داشت. وی هم‌اکنون (۲۰۱۴) با دارایی ۲ میلیارد دلار چهارمین فرد ثروتمند مصر محسوب می‌شود. فرزندان وی؛ ناصف ساویریس و نجیب انسی ساویرس در رتبه‌های اول و سوم این فهرست قرار دارند.